# Anopheles quadriannulatus
Anopheles quadriannulatus este o specie de țânțari din genul Anopheles, descrisă de Theobald în anul 1911. Conform Catalogue of Life specia Anopheles quadriannulatus nu are subspecii cunoscute.